# Saint-Martin-de-la-Brasque
Saint-Martin-de-la-Brasque település Franciaországban, Vaucluse megyében. Lakosainak száma 811 fő (2022. január 1.). Saint-Martin-de-la-Brasque Grambois, La Motte-d’Aigues, Peypin-d’Aigues és La Tour-d’Aigues községekkel határos.

## Népesség
A település népessége az elmúlt években az alábbi módon változott:
| Lakosok száma | 859  | 856  | 866  | 840  | 832  | 815  | 822  | 816  | 811  |
|               | 2013 | 2015 | 2016 | 2017 | 2018 | 2019 | 2020 | 2021 | 2022 |